# Courcy (Mancha)
Courcy é uma comuna francesa na região administrativa da Normandia, no departamento da Mancha. Estende-se por uma área de 11,45 km². Em 2010 a comuna tinha 606 habitantes (densidade: 52,9 hab./km²).